# Zanthojoppa popae
Zanthojoppa popae là một loài tò vò trong họ Ichneumonidae.